# Sim Jae-won
Sim Jae-won (11 de março de 1977) é um ex-futebolista profissional sul-coreano que atuava como defensor.

## Carreira
Sim Jae-won representou a Seleção Sul-Coreana de Futebol nas Olimpíadas de 2000.